# Тао Юаньмін
Тао Юаньмін (кит.: пін.: Táo Yuānmíng — тр.: 陶淵明, спр.: 陶渊明) *365 — †427) — відомий китайський поет та письменник часів Шести царств.

## Життєпис
Походив зі шляхетної, але збіднілої родини Тао. Народився у м. Чайсан, сучасна провінція Цзянсі. Його родичі та й він сам спочатку служили династії Східна Цзінь, а згодом династії Лю-Сун. Про його кар'єру мало відомостей. У 393—395 роках був членом ради області Пензе. Згодом, з 399 року займав посаду службовця, що опікувався садами та полями імперії. Часто їздив країною. Деякий час мешкав у столиці царства Цзіанкані, що була неподалік від сучасного Нанкіна. У 405 році йде у відставку, розчарувавшись у політиці. Після цього увесь час проживав у своєму обісті, складаючи вірші. Помер у 427 році.

## Творчість

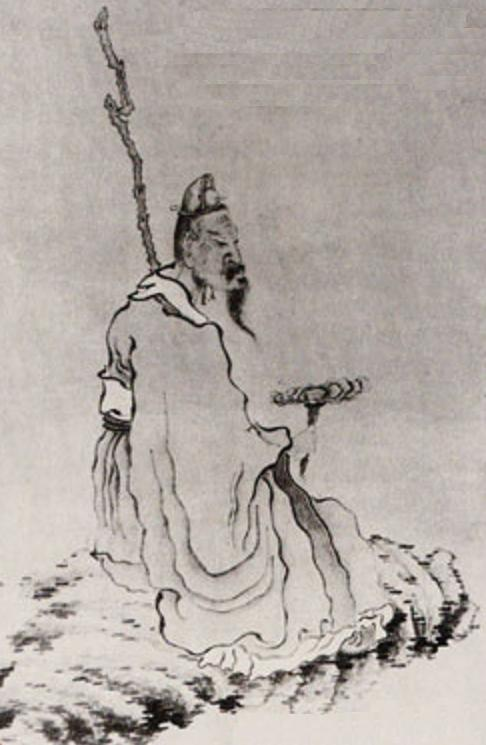
Тао Юаньмін тримає «лінчжи». Чень Хуншоу (XVII ст.)

Тао Юаньмін автор численних поем та невеликих віршів, де він оспівує сільське життя, вихваляючи аристократію колишніх часів, загалом приватне життя протиставляючи йому державну службу. Найбільш відомою поемою є «Повернення до садів й полів». Досить цікавою є поема «Заборона на кохання». Всього у доробку Тао Юаньміня близько 160 віршів.
Також склав збірку розповідей про дивні та незвичайні явища під назвою «Персикове джерело». В подальшому такі оповідки стали популярними серед китайських письменників.